# تافينا
تافينا (بالإيطالية:  Tavenna)‏ هي كومونا في مقاطعة كمبباسة في منطقة مليزة الإيطالية، وتقع على بعد 40 كيلومترًا (25 ميلًا) شمال كمبباسة.